# Estábulo

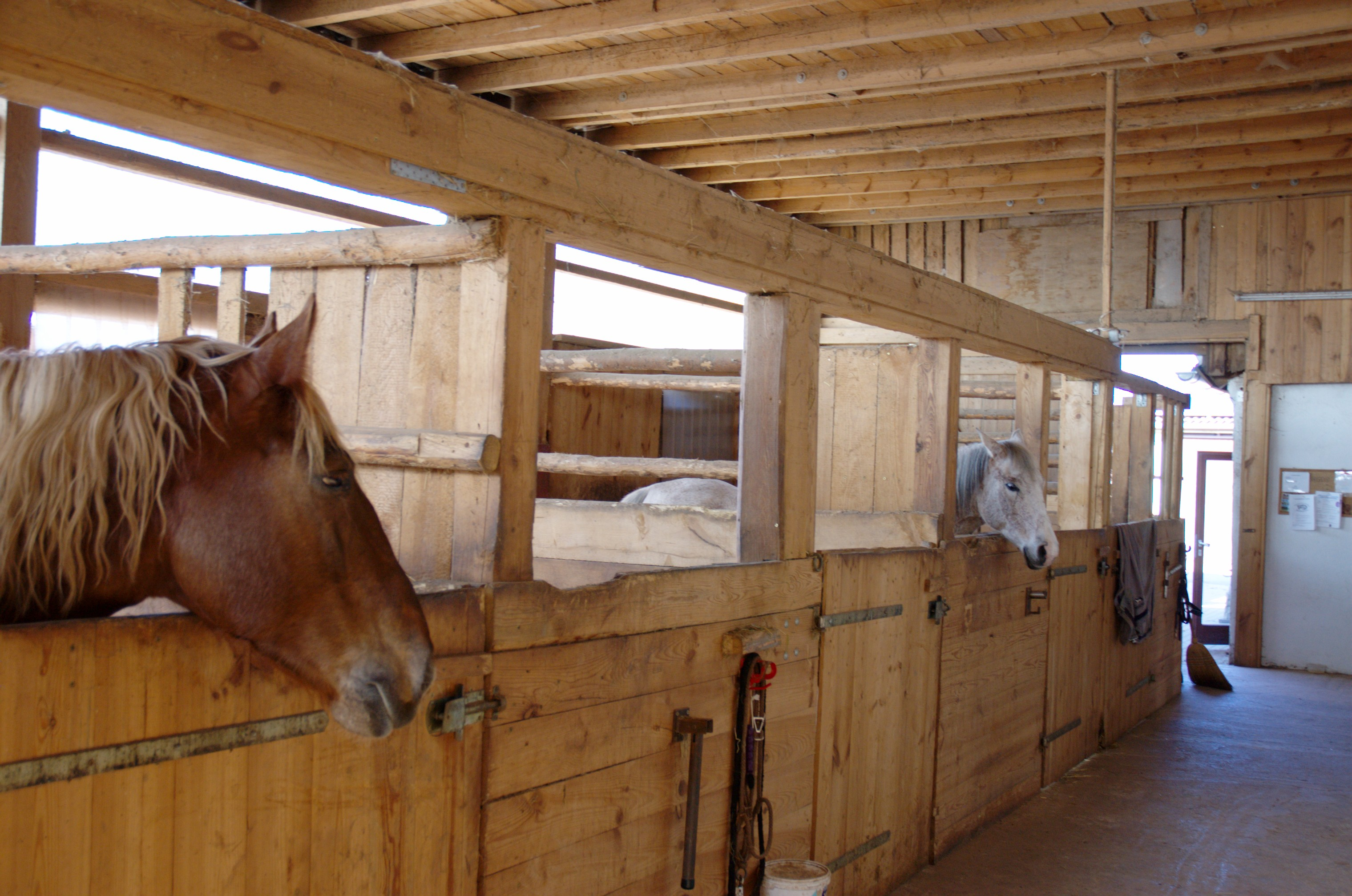
Estábulo para cavalos.

Estábulo é a casa ou local vedado onde animais domésticos como gado bovino ou cavalos são recolhidos. Aí ficam geralmente para dormir e alimentar-se. A palavra origina-se do latim stabulum.[carece de fontes?] Especificamente para cavalos pode ser usada a palavra cavalariça.[carece de fontes?]
A designação abarca uma grande variedade de construções, antigas e contemporâneas; de ordem real, militar e civil. Caracterizando tanto as mais simples e rudimentares cortes rurais, normalmente associadas a habitação de pequenos agricultores, como os mais sumptuosos edifícios reais de resguardo dos animais, muitas vezes associados a picadeiros.[carece de fontes?]
Vejam-se por exemplo os antigos Estábulos Reais de Estocolmo, de Buckingham, o Picadeiro Real de Lisboa ou os Estábulos Reais de Hampi na India, construídos para os elefantes reais. Desde o início da civilização, os cavalos necessitavam de um local para se protegerem tendo em vista que passariam a ser animais domesticados e não mais selvagens que precisavam se proteger de seus predadores, sendo assim os estábulos foram de suma importância para que se sentissem mais seguros e assim a domesticação seria mais eficaz.[carece de fontes?]
São vários os modelos de estábulos, diferentes tamanhos e construídos com diferentes materiais, desde a alvenaria até a madeira, seja ela roliça ou plana.[carece de fontes?]